# Le Pèlerinage de Childe Harold
Le Pèlerinage de Childe Harold (Childe Harold's Pilgrimage) est un long poème narratif en quatre chants écrit par Lord Byron. Il a été publié entre 1812 et 1818 et est dédié à « Ianthe ». Le poème décrit les voyages et les réflexions d'un jeune homme fatigué du monde qui, désillusionné par une vie de plaisirs et de débauches, cherche une distraction dans les pays étrangers. Dans un sens plus large, c'est l'expression de la mélancolie et des désillusions ressenties par une génération lasse des guerres de la Révolution et de l'Empire. Le titre du poème provient en partie du terme childe, titre médiéval pour un écuyer cherchant à gagner ses éperons de chevalier.

## Origines
Childe Harold contient certains éléments autobiographiques, Byron ayant créé une partie de l'histoire d'après son expérience acquise durant ses voyages à travers le Portugal, la mer Méditerranée et la mer Égée entre 1809 et 1811. « Ianthe », à qui le poème est dédié, est le terme affectueux employé par Byron pour appeler Charlotte Harley, la fille de treize ans de Lady Oxford (et arrière-arrière-grand-mère du peintre Francis Bacon). En dépit des hésitations initiales de Byron à faire publier les deux premiers chants de son poème parce qu'il craignait que cela n'en révèle trop sur lui-même, il finit par céder aux demandes pressantes de ses amis et Childe Harold est édité chez John Murray en 1812, apportant à son auteur l'immédiate et inattendue attention du public. Byron écrivit plus tard à ce sujet : « Je me réveillai un matin et j’appris que j’étais célèbre. »

## Argument
Le poème décrit les divers séjours faits en Europe par le jeune Childe Harold, un voyageur romantique. Les deux premiers chants décrivent les voyages d'Harold au Portugal, en Espagne, en Albanie et en Grèce, pays qui subit une dure domination ottomane. Le troisième chant nous fait retrouver Harold en Belgique, à la veille de la bataille de Waterloo, puis en Rhénanie, dans le Jura et dans les Alpes suisses, alors que le quatrième et dernier chant décrit un voyage de Venise à Rome.

## Le héros byronien

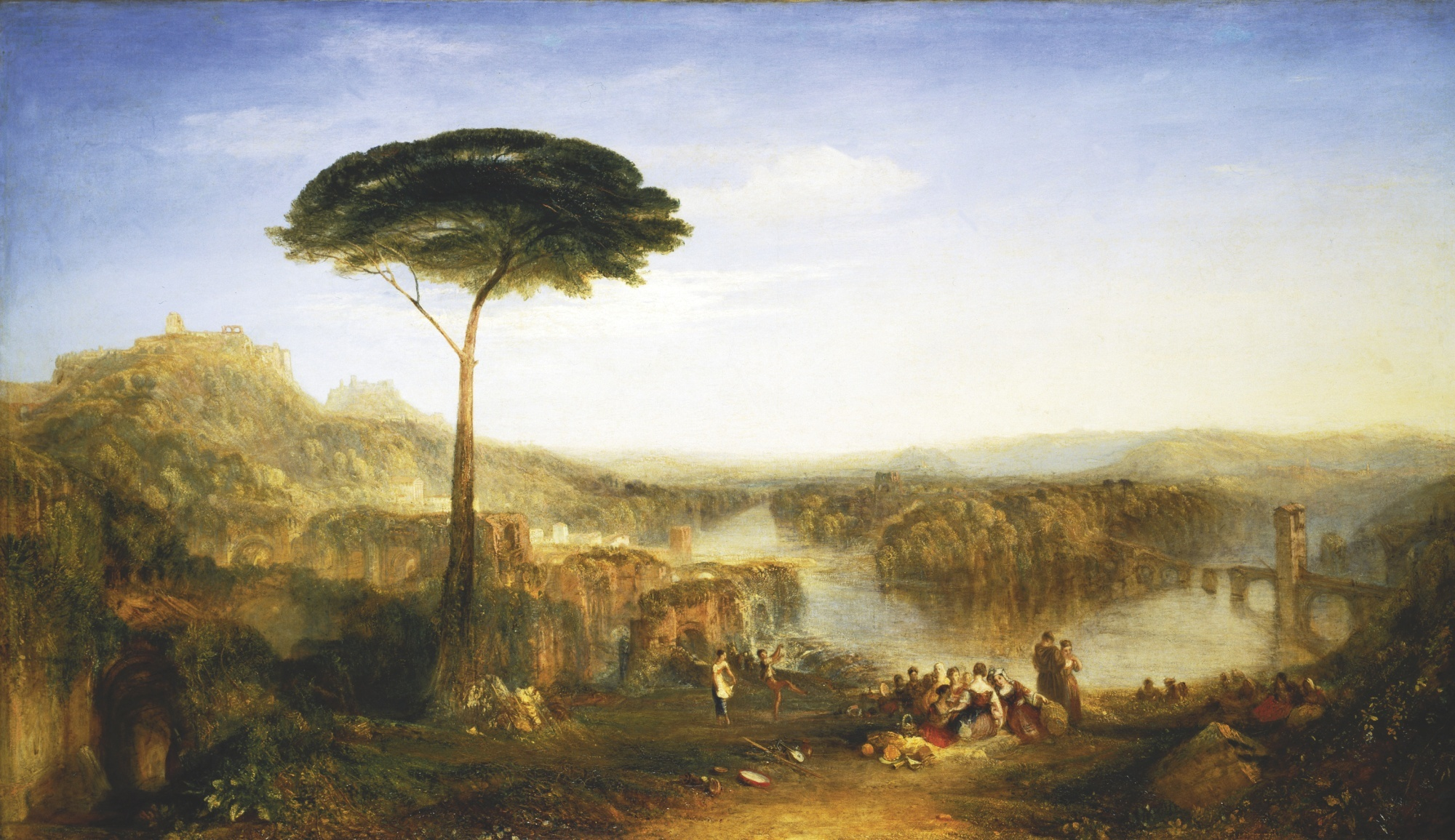
Childe Harold's Pilgrimage, par Joseph Mallord William Turner (1823).

Childe Harold est le premier exemple du héros byronien, qui présente plusieurs caractéristiques. Il doit avoir un haut degré d'intelligence et de perception et doit être capable de s'adapter facilement à de nouvelles situations et d'utiliser sa ruse pour en tirer avantage, ce qui implique qu'il ait reçu une bonne éducation et soit plutôt sophistiqué. En dehors de son charme évident et de l'attrait qu'il exerce, il est en lutte avec sa propre intégrité, étant enclin à de brusques changements d'humeur, voire à des troubles bipolaires. Il ne montre généralement aucun respect envers les figures représentant l'autorité, ce qui fait de lui un exilé ou un paria. Il a tendance à être arrogant et cynique, se laissant aller à un comportement auto-destructeur et ayant besoin de séduire les femmes. Ce pouvoir de séduction lui est parfois utile mais le conduit souvent à avoir des ennuis.

## Structure
Le poème comporte quatre chants écrits en stances spenseriennes, qui consistent en huit vers de pentamètre iambique suivis d'un alexandrin, pour une disposition de rimes qui suit le modèle ABABBCBCC.

## Interprétations
Childe Harold a été pour Byron un moyen de transposer ses propres idées et croyances. Ainsi, dans la préface du troisième chant, Byron reconnaît que le héros de son poème est une extension de lui-même. Selon Jerome McGann, universitaire spécialisé dans la poésie romantique, Byron, en se dissimulant derrière un artifice littéraire, exprime l'idée que « la plus grande tragédie de l'homme est qu'il est capable de concevoir une perfection qu'il ne peut atteindre. »

## Influence et adaptations
- Alphonse de Lamartine a repris le récit inachevé de Byron en écrivant en 1825 Le Dernier Chant du pèlerinage d'Harold.
- L'influence du poème se ressent également dans Eugène Onéguine, roman en vers d'Alexandre Pouchkine publié entre 1825 et 1832.
- Le peintre britannique William Turner reprend une scène du poème dans son tableau de 1832 intitulé Le Pèlerinage de Childe Harold - Italie.
- Childe Harold a directement inspiré Harold en Italie, œuvre musicale d'Hector Berlioz composée en 1834.